# الزان (لوحة)
الزان (بالإنجليزية: The Beeches)‏ هي لوحة تعود إلى منتصف القرن التاسع عشر للفنان الأمريكي آشر براون دوراند. صُنع العمل بالزيت على قماش، ويصور مسارًا حرجيًا في شمال شرق الولايات المتحدة. تم وصف الزان كواحد من أعمال دوراند السابقة للفن الطبيعي.